# Bataille de Léré (2015)
Pour les articles homonymes, voir Bataille de Léré.
Guerre du Mali
Batailles
La bataille de Léré a lieu le 29 avril 2015 lors de la guerre du Mali. Elle oppose l'armée malienne aux rebelles de CMA qui mènent une attaque contre la petite ville de Léré.

## Prélude
À la fin du mois d'avril 2015, alors que les négociations à Alger piétinent, des heurts reprennent entre les groupes rebelles de la Coordination des mouvements de l'Azawad (CMA) et les forces gouvernementales malienne. Le 27 avril, le GATIA s'empare de Ménaka après des escarmouches contre le MNLA qui abandonne la ville,,,. La CMA accuse alors le Mali d'avoir rompu le cessez-le-feu et déclare qu'elle usera de son droit à l'exercice de la légitime défense,. Le matin 29 avril, à Goundam, deux gardes nationaux maliens et un enfant sont tués dans une attaque commise par des hommes du MNLA et du HCUA,.

## Déroulement
Le 29 avril, dans l'après-midi, la petite ville de Léré, tenue par une unité méhariste de la garde nationale et une composante de l'armée malienne, est assaillie par les rebelles. Selon le ministère malien de la Défense, ces derniers sont issus principalement du MNLA. Ils attaquent par l'ouest, du côté de la frontière mauritanienne et s'emparent la partie sud-est de la ville. Les combats cessent en fin de journée, alors que les défenseurs tiennent toujours le nord de Léré et deux postes à l'ouest. Les forces de la CMA conservent leurs positions pendant la nuit mais les méharistes reçoivent d'importants renforts de l'armée malienne. Les rebelles renoncent alors et le lendemain, au lever du jour, ils se replient hors de la ville,,,.

## Pertes
Le 30 avril, le ministère malien de la Défense annonce que les pertes sont de neuf morts, six blessés, six « otages » et un véhicule endommagé du côté de l'armée et de dix tués, seize blessés et deux véhicules détruits pour les rebelles,.
Le MNLA affirme de son côté avoir fait une douzaine de prisonniers.
Selon une source sécuritaire mauritanienne de l'AFP, cinq blessés de la CMA, dont trois dans un état grave, sont hospitalisés dans la ville de Bassikounou, en Mauritanie.

## Vidéographie
- [vidéo] « Léré - 29/04/2015 ».